# 제곱야드

1제곱야드와 일부 영국식 및 미터법 단위의 면적 비교

제곱야드(square yard, 인도 북부: gaj, 파키스탄: gaz) 또는 평방야드는 영국식 단위이며 미국의 관습적인 면적 단위이다. 이는 대부분의 영어권 국가, 특히 미국, 영국, 캐나다, 파키스탄 및 인도에서 널리 사용되고 있다. 이는 한 변의 길이가 1야드(3피트 36인치, 0.9144미터)인 정사각형의 면적으로 정의된다.

## 기호
보편적으로 합의된 기호는 없지만 다음이 사용된다.
- square yards, square yard, square yds, square yd
- sq yards, sq yard, sq yds, sq yd, sq.yd.
- yards/-2, yard/-2, yds/-2, yd/-2
- yards^2, yard^2, yds^2, yd^2
- yards², yard², yds², yd²

## 환산
1제곱야드는 다음과 같다.
- 1,296제곱인치
- 9제곱피트
- ≒0.00020661157에이커
- ≒0.000000322830579 제곱마일
- 836 127.36제곱밀리미터
- 8 361.2736제곱센티미터
- 0.83612736제곱미터
- 0.000083612736헥타르
- 0.00000083612736제곱킬로미터
- 1.00969가즈(gaj)

## 같이 보기
- 크기 정도 (넓이)
- 넓이
- 단위 변환
- 세제곱야드(입방야드)
- 크기 정도 (넓이)
- 제곱, 제곱근